# 白河桃子
白河 桃子（しらかわ とうこ、1961年 - ）は、日本のジャーナリスト、作家。昭和女子大学客員教教、相模女子大学大学院特任教授、東京大学大学院情報学環客員研究員。学位はMBA（中央大学）。婚活、妊活の提唱者。

## 経歴
東京都に生まれる。父は開業医。専業主婦の母は建設省官僚の娘。
雙葉小学校附属幼稚園、雙葉小学校、雙葉中学校・高等学校を経て、1984年に慶應義塾大学文学部社会学専攻を卒業。住友商事一般職に3年間勤めた後、リーマン・ブラザーズ投資銀行部秘書などの会社員時代にライター活動を始める。結婚後の1998（平成10）から2002（平成14）年まで、夫の赴任先のインドネシアに在住。滞在中に書籍2冊を出版。帰国後、白河桃子名義で本格的な著作活動に入る。
2014年は内閣官房まち・ひと・しごと地方創生本部「地域働き方改革支援チーム」委員を端緒（2019年まで）に、地方及び政府の委員を務めることが増えた。特に内閣府男女共同参画局「重点方針専門調査会」委員（2016～2020年）と内閣官房「一億総活躍国民会議」「働き方改革実現会議」有識者議員は、過労死、過重労働を防ぐ労働時間の上限規制を入れることを提言。働き方改革関連法で2019年から、日本初の労働時間の上限が法制化された。女性も男性も共に、柔軟で効率的な働き方でワークライフバランス、ダイバーシティを実現する社会という近年の活動テーマを特徴づけるものである。
2020年9月、中央大学ビジネススクール戦略経営研究科専門職学位課程修了（MBAを取得）。

## 活動

### 婚活・妊活の提唱
- 山田昌弘と共に婚活（結婚活動）を提唱、2008年（平成20年）『婚活時代』を共著、19万部を超えるヒットとなった。「婚活」は2008年度に続き、2009年度も新語・流行語大賞にノミネートされた。

- 2012年3月の『妊活バイブル』では国立成育医療研究センター医師、齊藤英和と共著で子どもを産むための活動＝妊活を提唱。同年10月には『女子と就活』（常見陽平との共著）では、女性の人生で就活・妊活・婚活の三大「活」をトータルに考えることを提案した。

### 講演
- 2013年からは、白百合女子大学、大妻女子大学、東京女子大学、相模女子大学、昭和女子大学などで「キャリアデザイン」「女性の生き方と社会」「女性とメディア」関連の講義をするほか、山形県子育て支援課事業の一環として高校生大学生ライフキャリアデザインセミナー＆ワークショップ講師を務めている（ほかに島根県、茨城県でも同主旨の講演およびアドバイザーを務めている）。

- 講演活動は当初、民間や地方自治体のワークライフバランスやライフデザイン、結婚支援事業関連が多かったが、2017年以降は「働き方改革」や「女性活躍」、2020年以降は「働き方のパラダイムシフト、withコロナの時代の働き方、企業のあり方」といったテーマに主軸が移っている。

## 人物
- 趣味は海外ドラマ鑑賞。
- 吉本興業文化人セクション所属だったが、2022年退社。
- 選択的夫婦別姓制度導入に賛同する。「女性でも、家の名前を継ぐ、事業継承する跡取り娘、といった理由で、名前を変えられないという人は結構おり、現実的な対処として必要」と述べる[4]。
- 働き方改革、ダイバーシティ、女性活躍、ジェンダー、アンコンシャス・バイアス、SDGs、ダイバーシティ経営や組織開発、人的資源管理などをテーマとする。
- 皇后雅子と同じく雙葉学園の出身で、新書の『雅子さま論争』に寄稿したことから、皇室行事の際にコメントを求められることが多い。

## 著作
- 『噂の「おみー君」劇場 - 平成お見合い新事情』（岡林みかん画、マガジンハウス、2000年）「こんな男じゃ結婚できない! - 噂の「おみー君」劇場」光文社知恵の森文庫
- 『結婚したくてもできない男 結婚できてもしない女』（サンマーク出版、2002年）
- 『「キャリモテ」の時代』（日本経済新聞出版社、2008年）
- 『跡取り娘の経営学』（日経BP社、2008年）「老舗復活「跡取り娘」のブランド再生物語」日経ビジネス人文庫
- 『結婚氷河期をのりきる本!』（メディアファクトリー、2008年）
- 『あなたの娘や息子が結婚できない10の理由』（PHP研究所、2009年）
- 『セレブ妻になれる人なれない人』（プレジデント社　2010年）
- 『震災婚 震災で生き方を変えた女たち ライフスタイル・消費・働き方』2011　ディスカヴァー携書
- 『専業主婦に、なりたい!? "フツウに幸せ"な結婚をしたいだけ、のあなたへ』講談社　2011
- 『震災婚』（ディスカヴァー携書　2011年）
- 『格付けしあう女たち「女子カースト」の実態』（ポプラ新書　2013年）
- 『専業主婦になりたい女たち』（ポプラ新書　2014年）
- 『進化する男子アイドル なぜ大人の女性たちはアイドルを「家族」として選んだのか?』（ヨシモトブックス、2016年）
- 『「専業主夫」になりたい男たち』（ポプラ新書、2016年）
- 『御社の働き方改革、ここが間違ってます！ 残業削減で伸びるすごい会社』（PHP新書、2017年）
- 『ハラスメントの境界線　セクハラ・パワハラに戸惑う男たち』（中公新書ラクレ、2019年）
- 『働かないおじさんが御社をダメにする　ミドル人材活躍のための処方箋』（PHP新書、2021年）

### 共著
- 『「婚活」時代』（山田昌弘共著、ディスカヴァー携書、2008年）
- 『妊活バイブル 晩婚・少子化時代に生きる女のライフプランニング』齊藤英和共著　2012　講談社+α新書
- 『女子と就活 ―20代からの「就・妊・婚」講座』（中公新書ラクレ　2012年　常見陽平共著）
- 「『産む』と『働く』の教科書」（講談社　2013年　齊藤英和共著）
- 「雅子さま論争」洋泉社・新書y 森暢平、香山リカ、水無田気流、小田嶋隆、湯山玲子、信田さよ子共著
- 『「婚活」症候群』（山田昌弘共著、ディスカヴァー携書、2013年）
- 『昭和女子大学女性文化研究叢書』第十集「女性とキャリアデザイン」「なぜ経営者は働き方改革をするのか : 経営者の語りから」を執筆。（坂東眞理子、 酒井計史、治部れんげ、太田鈴子、森ますみ、伊藤純氏等と共著、2016年）
- 『「逃げ恥」にみる結婚の経済学』（毎日新聞出版、大和総研グループ研究員 是枝俊吾氏と共著,  2017年）
- 小島慶子、山本恵子、白河桃子、治部れんげ、浜田敬子、竹下郁子、李美淑、田中東子 著、林香里 編『足をどかしてくれませんか。―メディアは女たちの声を届けているか』亜紀書房、2019年12月24日。ISBN 978-4750516257。
- 李美淑、小島慶子、治部れんげ、白河桃子、田中東子、浜田敬子、林香里、山本恵子『いいね! ボタンを押す前に―ジェンダーから見るネット空間とメディア』亜紀書房、2023年1月25日。ISBN 978-4750517810。

## 出演

### テレビ番組
- あさイチコメンテーター
- NHKスペシャル 専門家
- みのもんたの朝ズバッ! コメンテーター
- 真相報道 バンキシャ! コメンテーター
- ラジオフォーラム（#48ゲスト）
- 情熱大陸
- かんさい情報ネットten.
- BSフジLIVEプライムニュース　ゲスト
- ワイド！スクランブル　火曜日レギュラー（2018～2019年）
- 所さん！大変ですよ　コメンテーター
- 田村淳の訊きたい放題!　ゲスト

### ネット番組
- ポリタスTV（YouTube、2020年10月19日）ゲスト

## 連載
- 「SUNDAY LIBRARY」サンデー毎日

- 「すごい働き方革命」NIKKEI STYLE

- 白河桃子の働き方改革コラム「働き方のパラダイムシフト（全6回）」　内田洋行サイト

- 「スパイス小町」大手小町

## 主な講演活動
- 「働き方のパラダイムシフト　コロナ時代の働き方・企業のあり方とは」
- 「働き方改革と女性活躍　経営戦略としてのダイバーシティ推進」
- 「なぜ広告は炎上するのか？　アンコンシャスバイアスと多様性」
- 「ハラスメントのない社会を目指して」